# Peromyscus grandis
Peromyscus grandis és una espècie de mamífer rosegador de la família dels cricètids. És endèmic de Guatemala, on viu a altituds d'entre 1.200 i 2.700 msnm. El seu hàbitat natural són les selves nebuloses madures. És una espècie en risc mínim, és a dir, no sembla que hi hagi cap amenaça significativa per a la seva supervivència. El seu nom específic, grandis, significa ‘gran’ en llatí.